# Finsterwalde

Finsterwalde  est une ville de Brandebourg (Allemagne), située dans l'arrondissement d'Elbe-Elster.

## Géographie
Finsterwalde se situe dans la Basse-Lusace, à 112 km au sud de Berlin et à 78 km au nord de Dresde.

## Histoire
La ville a été mentionnée pour la première fois dans un document officiel en 1282 sous le nom de Vynsterwalde.

## Démographie
- Évolution démographique dans les limites actuelles depuis 1875.
- Évolution recente (ligne bleue) et prévisions sur l'effectif de résidents

| Année | Population |
| ----- | ---------- |
| 1875  | 10 098     |
| 1890  | 11 466     |
| 1910  | 17 297     |
| 1925  | 17 474     |
| 1933  | 18 072     |
| 1939  | 20 120     |
| 1946  | 22 613     |
| 1950  | 22 374     |
| 1964  | 23 609     |
| 1971  | 23 976     |

| Année | Population |
| ----- | ---------- |
| 1981  | 24 870     |
| 1985  | 24 781     |
| 1989  | 24 427     |
| 1990  | 23 777     |
| 1991  | 23 019     |
| 1992  | 22 985     |
| 1993  | 22 556     |
| 1994  | 22 029     |
| 1995  | 21 744     |
| 1996  | 21 457     |

| Année | Population |
| ----- | ---------- |
| 1997  | 21 343     |
| 1998  | 20 908     |
| 1999  | 20 482     |
| 2000  | 20 103     |
| 2001  | 19 704     |
| 2002  | 19 378     |
| 2003  | 19 152     |
| 2004  | 18 985     |
| 2005  | 18 693     |
| 2006  | 18 516     |

| Année | Population |
| ----- | ---------- |
| 2007  | 18 162     |
| 2008  | 17 861     |
| 2009  | 17 517     |
| 2010  | 17 407     |
| 2011  | 16 876     |
| 2012  | 16 680     |
| 2013  | 16 561     |
| 2014  | 16 407     |
| 2015  | 16 548     |
| 2016  | 16 497     |

| Année | Population |
| ----- | ---------- |
| 2017  | 16 409     |
| 2018  | 16 220     |
| 2019  | 16 068     |
| 2020  | 15 698     |

## Jumelages
- Montataire (France) depuis 1962
- Eppelborn (Allemagne) depuis 1988
- Sønderborg (Danemark)
- Gouda (Pays-Bas)
- Dzierzgoń (Pologne)
- Salaspils (Lettonie)